# Guishan Da’an
Guishan Da’an (chiń. 潙山大安, pinyin Guīshān Dà’ān; kor. 규산대안 Kyusan Taean; jap. Isan Daian; wiet. Quy Sơn Đại An; ur. 793, zm. 883) – chiński mistrz chan, uczeń mistrza Baizhanga. Znany także jako Changqing Da’an (長慶大安) lub „Leniwy An”.

## Życiorys
Mistrz Da’an pochodził z dawnego Fuzhou w dzisiejszej prowincji Fujian.
W wieku 20 lat opuścił dom rodzinny i udał się na górę Huangbo w Jiangxi, gdzie studiował Winaję. Po pewnym czasie zauważył Pomimo mojego wielkiego wysiłku wciąż nawet nie zbliżyłem się do wielkiej tajemnicy. Opuścł klasztor udał się na poszukiwanie Dharmy. Pewnego razu starszy człowiek spotkany na drodze poradził mu znalezienie mistrza Baizhanga.
Da’an powędrował do miasta Nanchang w Jiangxi i rozpoczął praktykę u mistrza Baizhanga.
Gdy Da’an spotkał Baizhanga pokłonił się i spytał Ten uczeń stara się poznać Buddę. Jak mogę to zrobić?
Baizhang powiedział T jest jak jechanie na wole i patrzenie na niego.
Da’an spytał Po znalezieniu tego, co dalej?
Baizhang powiedział To jest jak jechanie na wole i przybycie do domu.
Da’an spytał wtedy Jak ktoś ostatecznie utrzymuje i wspiera to?
Baizhang powiedział To jest tak jak pasterz wołów, który trzymając kij, pilnuje wołu, aby ten nie jadł kiełków i ziaren innych ludzi.
Po tej nauce Da’an już nie pytał więcej.
Da’an był bratem dharmicznym wielkiego mistrza Giushana Lingyou, który założył klasztor na górze Gui. Po jego śmierci Da’an został poproszony o prowadzenie tego klasztoru.
Mnich spytał Da’ana Gdzie znajduje się Budda?
Mistrz odparł Nie oddzielnie od umysłu.
Mnich powiedział To czym były osiągnięcia przodków na Bliźniaczych Szczytach?
Da’an powiedział W Dharmie nie ma niczego do osiągnięcia. Jeśli cokolwiek może być osiągnięte, to to, że nic nie jest osiągane.
Po wielu latach nauczania w Fuzhou, mistrz powrócił później na górę Huangbo, gdzie także zmarł.
Otrzymał pośmiertny tytuł mistrza chan Doskonałej Mądrości. Jego stupa została wzniesiona na górze Lanka.

## Linia przekazu Dharmy
Pierwsza liczba oznacza liczbę pokoleń od Pierwszego Patriarchy chan w Indiach Mahakaśjapy.
Druga liczba oznacza liczbę pokoleń od Pierwszego Patriarchy chan w Chinach Bodhidharmy.
- 33/6. Huineng (638–713)
  - 34/7. Nanyue Huairang (677–744) szkoła hongzhou
    - 35/8. Mazu Daoyi (707–788)
      - 36/9. Baizhang Huaihai (720–814)
        - 37/10. Guishan Da’an (793–883) (także Changqing)
          - 38/11. Lingyun Zhiqin (bd)
          - 38/11. Dasui Fazhen (878–963)
          - 38/11. Lingshu Rumin (bd)